# Ernesto Cesàro

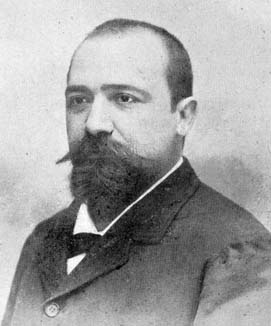
Ernesto Cesàro

Ernesto Cesàro, född 12 mars 1859 i Neapel, död 12 september 1906, var en italiensk matematiker.
Cesàro var professor i Neapel. Han är mest känd genom den efter honom uppkallade metoden för behandling av divergenta serier, Cesàros summationsmetod. Cesàros viktigaste arbete inom det området finns i Bulletin des sciences mathématiques 1890. Metoden är av betydelse därigenom, att man ibland som uttryck för sökta funktioner bara kan få serier som direkt summerade, inte har någon bestämd summa, men behandlade med Cesàros metod får en välbestämd sådan, vars värde just är den sökta funktionen. Mycket vackra användningar av metoden har gjorts av bland andra Niels Bohr, Lipót Fejér och Marcel Riesz. Bland Cesàros övriga många avhandlingar märks särskilt de geometriska. Han tilldelades matematikpriset från Accademia dei XL 1887.